# Pantaleón y las visitadoras (película de 1975)
Pantaleón y las visitadoras es una película peruana realizada en el año 1975 y basada en el libro homónimo de Mario Vargas Llosa. Dirigida por el propio novelista junto a José María Gutiérrez Santos, fue estrenada en Puerto Rico. Entre sus protagonistas destacan el español José Sacristán, las mexicanas Katy Jurado y Rosa Carmina y la peruana Camucha Negrete.
Fue la primera versión cinematográfica de la novela, de la que Francisco Lombardi haría otra adaptación en 1999.

## Historia
La película fue filmada en República Dominicana (luego de la restricción del Gobierno del Perú para rodarla en ese país) y codirigida por José María Gutiérrez Santos y Mario Vargas Llosa, quien además tuvo un pequeño papel secundario de militar.
El elenco estuvo compuesto por actores como el español José Sacristán (Pantaleón), los mexicanos Katy Jurado (la Chuchupe), Rosa Carmina (Rosa, la bailarina), Pancho Córdova (El Sinchi) y Martha Figueroa (Francisca), las peruanas Camucha Negrete (la Brasileña) y Silvia China Gálvez (Pechuga).
La cinta no tuvo mucho éxito, y fue prohibida en el Perú por parte del Gobierno Revolucionario de las Fuerzas Armadas. Terminado dicho régimen a fines de 1980, fue reestrenada en dicho país el 26 de noviembre de 1981, aunque con una escena censurada donde aparecía un sacerdote castigando a una visitadora por sus actos.
Sobre esta adaptación y su papel en ella, Vargas Llosa comentó en 2012: "Es una película que no hay que ver de ninguna manera, que si se cruza en su camino y ustedes me tienen en alguna estima, por favor no vean, porque además actúo. Es una película espantosamente mala y todo es culpa mía".